# Джефф Кумбс
Джеффрі "Джефф" Кумбс (англ. Geoffrey "Jeff" Coombes, 23 квітня 1919, Лінкольн — 31 березня 1995, Рокледж) — американський футболіст, що грав на позиції нападника, зокрема, за клуб «Чикаго Вікінгс».

## Клубна кар'єра
У футболі дебютував 1946 року виступами за команду «Чикаго Вікінгс». 
Своєю грою за цю команду привернув увагу представників тренерського штабу клубу «Детройт Вулверінес», до складу якого приєднався 1946 року. 
1947 року уклав контракт з клубом «Детройт Пайонерс». 
Згодом повернувся до клубу «Чикаго Вікінгс», де і закінчив кар'єру гравця.

## Виступи за збірну
Був присутній в заявці збірної на чемпіонаті світу 1950 року у Бразилії, але на поле не виходив.
Помер 31 березня 1995 року на 76-му році життя у місті Флорида.